# Polistes legnotus
Polistes legnotus är en getingart som beskrevs av Vecht 1971. Polistes legnotus ingår i släktet pappersgetingar, och familjen getingar. Inga underarter finns listade i Catalogue of Life.